# Der Kaufmann von Venedig (film, 1923)
Pour plus de détails, voir Fiche technique et Distribution.
Der Kaufmann von Venedig (en français Le Marchand de Venise) est un film allemand réalisé par Peter Paul Felner sorti en 1923.
Il s'agit de l'adaptation de la pièce du même nom de William Shakespeare

## Synopsis
Le marchand vénitien Antonio est dans une situation financière désastreuse. Afin d'aider son ami Bassanio, qui courtise l'héritière Portia, il se rend chez le prêteur juif Shylock pour lui emprunter de l'argent, bien qu'ils ne s'aiment pas mutuellement. Si Antonio ne peut pas rembourser la dette, l'accord entre les deux hommes est que Shylock peut couper une livre de chair du corps d'Antonio.
Le marchand ne peut pas payer sa dette, car les navires qu'il attend avec les marchandises de valeur ne sont pas arrivés à Venise. Shylock insiste donc sur ses droits, qu'il souhaite faire valoir devant les tribunaux. Grâce à une ruse de Portia, qui se déguise en l'avocat Balthasar et tient tête à Shylock, elle veut obtenir l'intégrité d'Antonio. Elle remporte une victoire complète et Shylock doit céder.

## Fiche technique
- Titre original : Der Kaufmann von Venedig
- Réalisation : Peter Paul Felner assisté de Sergio Mari
- Scénario : Peter Paul Felner
- Musique : Mihály Krausz
- Direction artistique : Hermann Warm
- Costumes : Peter A. Becker
- Photographie : Axel Graatkjær, Rudolph Maté
- Montage : Peter Paul Felner
- Production : Peter Paul Felner
- Société de production : Peter Paul Felner-Film
- Société de distribution : Phoebus-Film AG
- Pays d'origine :  République de Weimar
- Langue : allemand
- Format : Noir et blanc - 1,33:1 - 35 mm
- Genre : Comédie
- Durée : 123 minutes
- Dates de sortie :
  - République de Weimar : 13 octobre 1923
  - Royaume de Hongrie : 1er janvier 1924
  - Finlande : 21 septembre 1924
  - France : 21 février 1925[1]
  - Empire du Japon : 25 juin 1925
  - Royaume-Uni : 1er février 1926
  - Dictature nationale portugaise : 9 avril 1928

## Distribution
- Carl Ebert : Antonio, le marchand de Venise
- Werner Krauss : Shylock
- Henny Porten : Portia
- Harry Liedtke : Bassanio
- Albert Steinrück : Tubal
- Ferdinand von Alten : le Prince d'Aragon
- Lia Eibenschütz : Jessica
- Frida Richard : la mère de Shylock
- Hans Brausewetter : Launcelot Gobbo
- Max Schreck : le Doge de Venise
- Jakob Tiedtke : Beppo
- Gustav May (de)
- Heinz Rolf Münz
- Claire Rommer (de)
- Friedrich Lobe
- Max Grünberg (de)
- Carl Geppert

## Production
Der Kaufmann von Venedig est tourné à partir d'avril et mai 1923 au studio EFA à Berlin sous le titre Shylock, der Jude von Venedig. Il passe la censure cinématographique le 31 août 1923.
Les plans extérieurs sont tournés à Venise, où l'Italien Sergio Mari a assisté le réalisateur Felner pour les scènes de foule.

## Source de traduction
- (de) Cet article est partiellement ou en totalité issu de l’article de Wikipédia en allemand intitulé « Der Kaufmann von Venedig (1923) » (voir la liste des auteurs).

1. 1 2 3  « Cinémas », Rouen Gazette, vol. 2, no 22,‎ 21 février 1925, p. 3 (lire en ligne)
2. ↑  F. Lux, « En Allemagne », La Cinématographie française, no 229,‎ 24 mars 1923, p. 40 (lire en ligne)
3. ↑  (de) Hervé Dumont, « « The Merchant of Venice », drame de William Shakespeare », sur Hervé Dumont